# Menthon-Saint-Bernard
Menthon-Saint-Bernard è un comune francese di 1 952 abitanti situato nel dipartimento dell'Alta Savoia della regione dell'Alvernia-Rodano-Alpi.

## Società

### Evoluzione demografica
Abitanti censiti

## Monumenti e luoghi d'interesse
- Castello di Menthon-Saint-Bernard